# Avenida 16 de Septiembre (Mérida)
Avenida 16 de Septiembre es el nombre que recibe una arteria vía localizada en la ciudad de Mérida la capital del Estado del mismo nombre al occidente y en los Andes del país sudamericano de Venezuela. Recibe su nombre por los hechos ocurridos el 16 de septiembre de 1810 la formación de una Junta de gobierno interina con lo que Mérida se sumó al proceso independentista venezolano iniciado en Caracas meses antes.

## Descripción
Se trata de una vía de transporte carretero que hace un recorrido paralelo al Aeropuerto Alberto Carnevalli y que conecta la avenida Humberto Tejera con la Avenida Don Tulio Febres Cordero, el Viaducto Miranda, la calle 39 Julio César Salas, y la Avenida Buena Vista. A lo largo de su trayecto también se vincula con la Avenida El Milagro, la Calle 3, y El Viaducto Sucre.
Cerca de ella se encuentran además la Estación Santa Juana, la Estación Soto Rosa (Fase 2 de Trolmérida o Tromerca), la Estación María Mazzarello, la Estación Campo de Oro, la Iglesia San José Obrero, la Estación Hospital Universitario, y la Estación Mercado Periférico (estación intermodal y conexión con la Ruta Terminal de Mérida del Sistema Bus-Mérida).